# ایوان بلترامی
ایوان بلترامی (ایتالیایی: Ivan Beltrami؛ زادهٔ ۲۷ ژوئن ۱۹۶۹) دوچرخه‌سوار اهل ایتالیا است. او در بازی‌های المپیک تابستانی ۱۹۸۸ و ۱۹۹۲ شرکت کرده است.

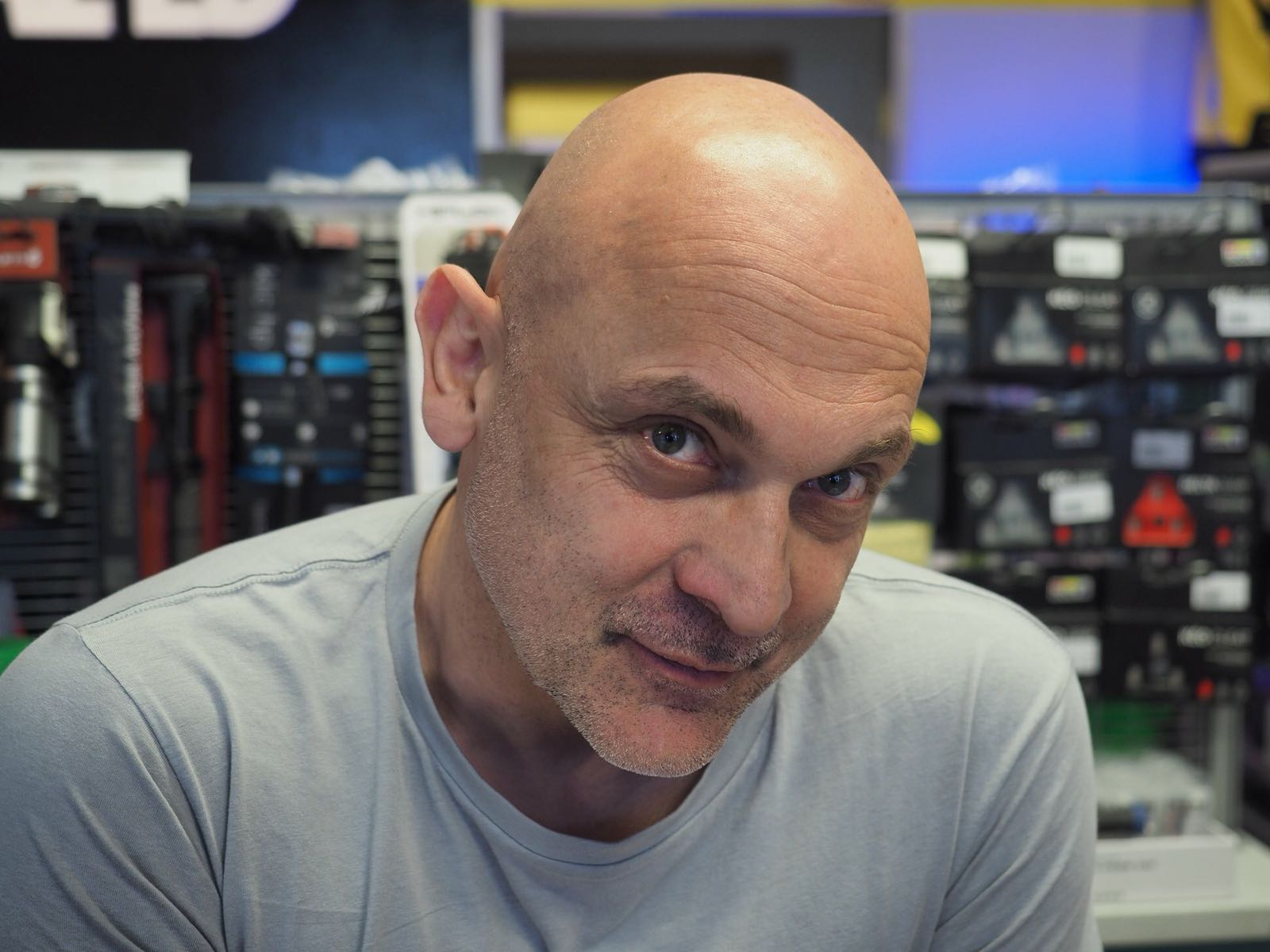